# Горско-еврейский театр
Горско-еврейский театр — специализируется в постановке пьес на горско-еврейскую тематику, создававшихся главным образом горскими евреями. Пьесы исполняются на горско-еврейским языке (джуури).

## Основание театра
Датой зарождения театрального искусства горских евреев в Дербенте считается декабрь 1903 года, когда в городской религиозно-светской школе Асаф Агарунов, преподаватель и сионист, инсценировал переведенный с иврита рассказ Наума Шойковича «Ожог за ожог» и поставил его в честь свадьбы учителя школы Нагдимуна бен Симона (Шимунова).
Традиционно горско-еврейский театр существовал и работал в Дербенте, так как именно здесь проживало больше всех горских евреев. В 1918 году в Дербенте была открыта драматическая студия, возглавляемая раввином Яшаиё Рабиновичем. С 1924 года горско-еврейский коллектив стал называться культурно-просветительским кружком горско-еврейской молодежи, получившим сокращенное название «Кружок ГЕМ». Во главе его стояли Юно Семёнов (1899—1961) и Манашир Шалумов. 
В 1924 году Юно Семёнов в дербентском горско-еврейском кружке поставил две пьесы — «Два продавца кожи» и «Хитрый сват».
В 1935 году в Дербенте открылся первый советский театр, в состав которого входили три труппы — русская, горско-еврейская и азербайджанская. Основой для него послужили драматические кружки, которыми руководили Манашир и Ханум Шалумовы. Вначале в кружке женские роли исполняли мужчины, а затем пришли и первые женщины. Начался период расцвета: на сцене театра ставились многие спектакли.
В 1939 г. горско-еврейский театр стал победителем фестиваля театров Дагестана. Музыку к спектаклю написал композитор, музыкальный руководитель театра Джумшуд Ашуров (1913—1980), «Заслуженный деятель искусств Дагестана». В начале 1941 г. в театре шли репетиции спектакля «Разлом» Б. Лавренёва и «Айдын» Джафара Джабарлы.

### Драмгруппа в Красной Слободе в Азербайджане
С 1920 по 1932 годы в еврейской слободе города Красной Слободе в Азербайджане работала горско-еврейская драмгруппа.

### Драмгруппа в Хасавюрте в Дагестане
В начале 1930-х годов Александра Николаевна Шубаева, мать писателя, Амалдана Кукуллу, создала в городе Хасавюрте горско-еврейскую драматическую группу. Неизвестно, сколько она просуществовала.

## Театр в годы войны
Во время Великой Отечественной войны, большинство актеров были призваны в армию. Многие актеры театра погибли на войне.
В 1943 году театр возобновил свою работу, а в 1948 году его закрыли. Официальной причиной была его нерентабельность.

## Послевоенный период

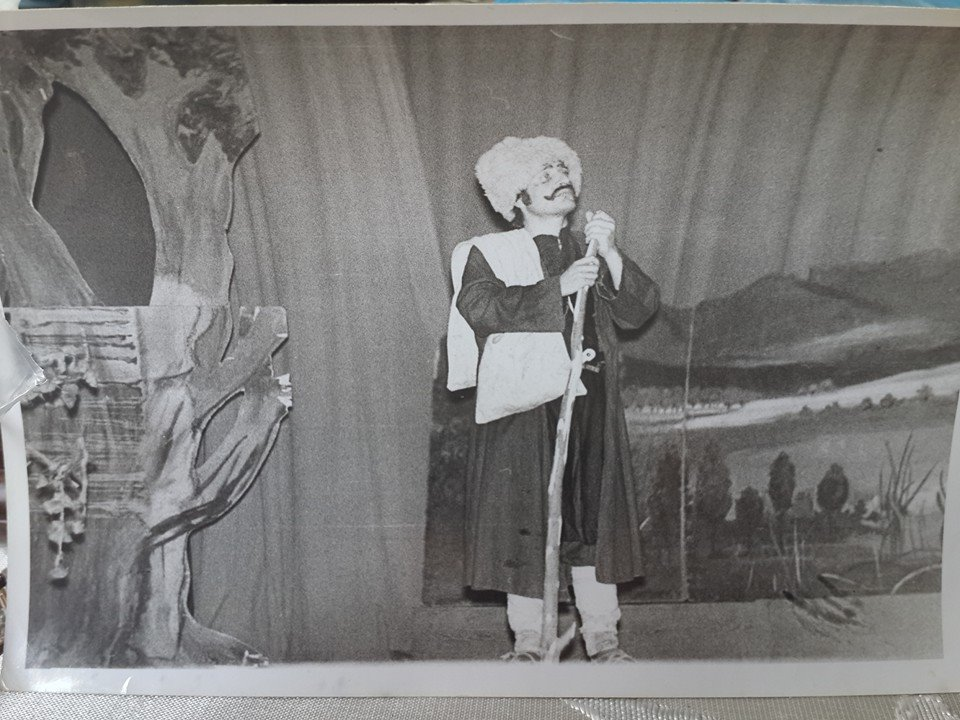
Актер Илизир (Илюша) Абрамов. Горско-еврейский театр. Дербент, СССР. 1980 г.

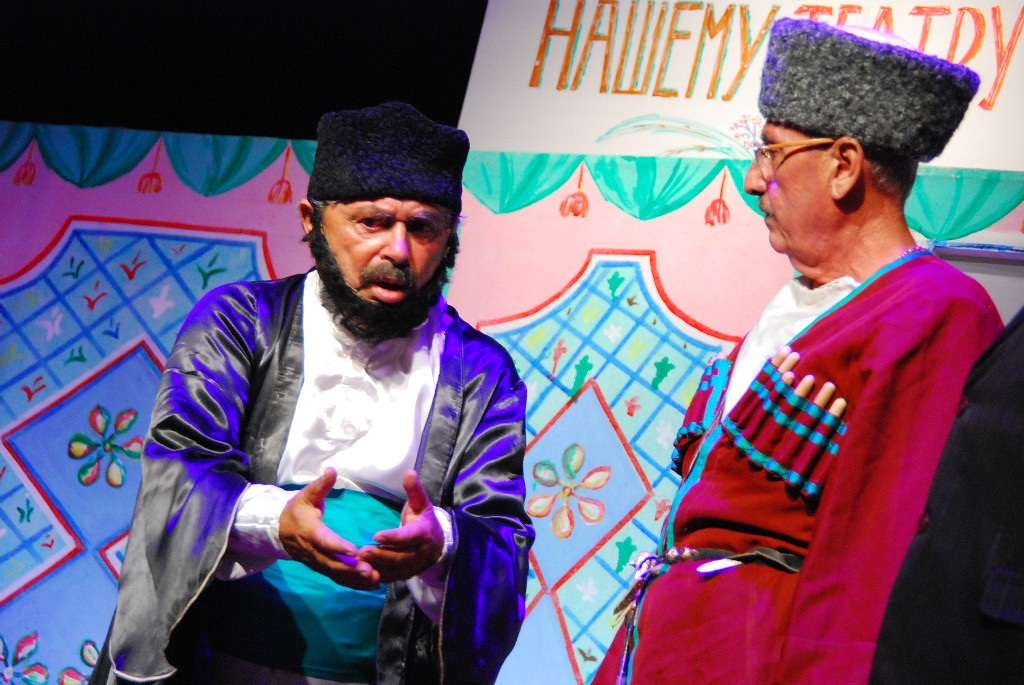
Актеры горско-еврейского театра «Рамбам»: Роман Изъяев и Рамбам Мишиев. Израиль. 2011 г.

28 апреля 1959 года правление и партийная организация колхоза им. Сталина обратились в городской комитет партии с просьбой о создании горско-еврейского народного театра на базе кружка художественной самодеятельности.
Для организации и дальнейшей работы в театре был приглашен из Баку Петр Рафаилович Агарунов (1930—2006), «Отличный работник Гостелерадио СССР». На должность режиссера театра был приглашен «Народный артист Дагестанской АССР», Мусаиб Джум-Джум (1905—1974), по национальности азербайджанец. Он прекрасно знал язык и менталитет горских евреев. Музыкальным руководителем был назначен композитор Джумшуд (Шумшун) Ашуров, администратором — Михаил Борисович Гаврилов, (1926—2014), «Заслуженный работник культуры Республики Дагестан».
В 1960-е годы театр возобновил свою деятельность и пережил свой второй расцвет. В театр возвратилась актриса, любимица публики, Ахсо Шалумова (1907—1985), «Заслуженная артистка Дагестанской АССР». Она играла роль жены Шими Дербенди — Шахнугор, по мотивам рассказов писателя Хизгила Авшалумова (1913—2001).
В 1970-х годах был организован Народный горско-еврейский театр. Его режиссером долгие годы был Абрам Авдалимов (1929—2004), «Заслуженный работник культуры Дагестанской АССР», певец, актер и драматург. Его преемником стал Роман Изъяев (1940—2018), награжденный за свои заслуги орденом «Знак почета». 
В 1990-е годы театр горских евреев пережил очередной кризис: редко показывал спектакли, не давал премьеры. Только в 2000 году, когда театр стал муниципальным, деятельность его возобновилась. Возглавлял театр с 2000 по 2002 годы актер и музыкант Разиил Семенович Ильягуев (1945—2016), «Заслуженный работник культуры Республики Дагестан». Последующие два года театр возглавляла Алеся Натановна Исакова.
В 2004 году, Лев Манахимов (1950—2021), «Заслуженный деятель культуры Республики Дагестан», стал художественным руководителем театра. В 2021 году, после его смерти Дербентский театр был переименован в Муниципальный горско-еврейский театр имени Льва Яковлевича Манахимова. Борис Юдаев возглавил театр.
За долгий период своего существования на сцене горско-еврейского театра выступали многие актёры, такие как Бикель Мататова (1928—2013), «Заслуженный работник культуры Дагестанской АССР», Авшалум Якубович Нахшунов (Шори-артист) (1925—1997), «Народный артист Дагестанской АССР», Мозол Израилова, «Заслуженный работник культуры Республики Дагестана», Анатолий Юсупов, Рая Новахова, Исраил Цвайгенбаум, Ева Шалвер — Абрамова и мнгие другие.

## Основания театра в Израиле
В 2001 году в израильском городе Хадера режиссер, актер, сценарист и декоратор Роман Савиевич Изъяев основал театр горских евреев «Рамбам». За время его существования коллектив с гастролями побывал не только в городах компактного проживания кавказских евреев в Израиле: Беэр-Шева, Ашдод, Хадера, Пардес-Хана, Нацерет-Илит, Кирьят Ям, Акко, Хайфа; но и в Азербайджане, США, Канадe, в столице России — Москве.
После смерти Романа Савиевича Изъяева в 2018 году, Ева Шалвер — Абрамова стала главным режиссёром театра «Рамбам».
В 2019 году муниципалитет Хадеры прекратил финансовую поддержку театра. Благодаря решимости и пожертвованиям самих актёров театр смог продолжать свою работу и ставить спектакли до 2022 года. После этого он прекратил своё существование в Израиле.